# Winkelrieddenkmal

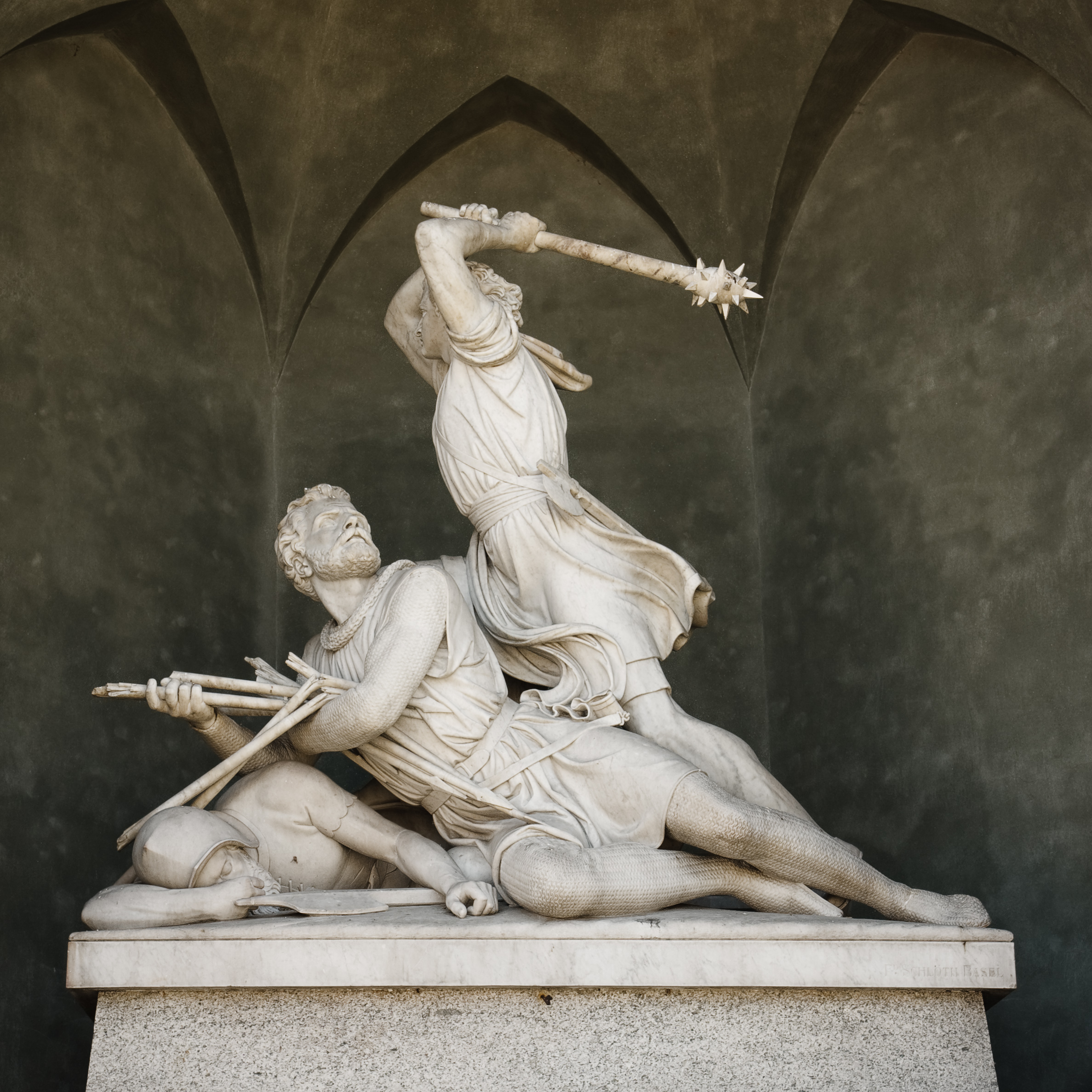
Das Denkmal

Das Winkelrieddenkmal ist ein Denkmal für Arnold Winkelried auf dem Dorfplatz von Stans, Kanton Nidwalden, Schweiz. Der Standort zwischen Kirche und Rathaus unterstreicht die Bedeutung des Denkmals. Dargestellt wird eine Dreifigurengruppe in Carrara-Marmor.

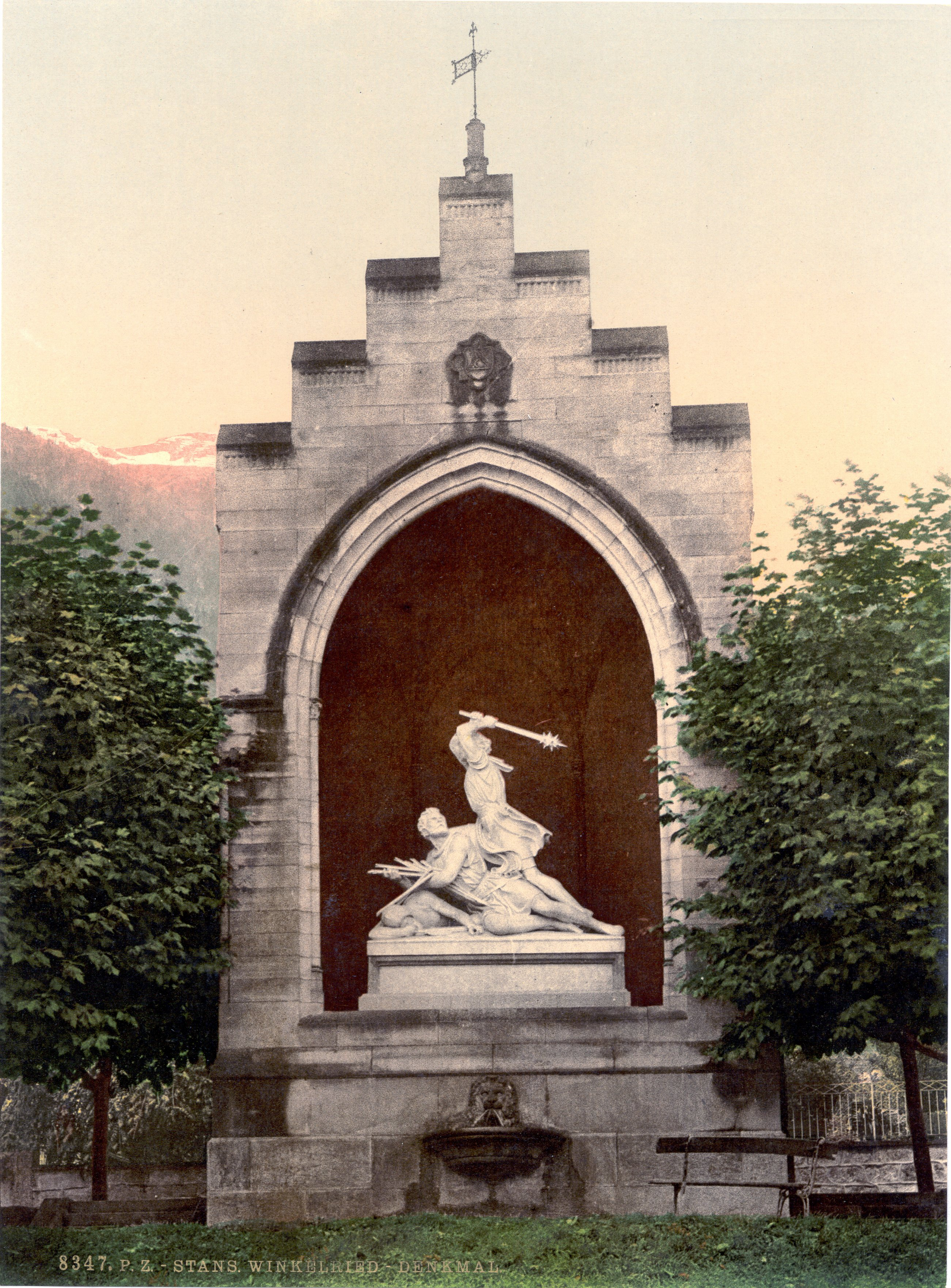
Das Winkelried-Denkmal um 1900

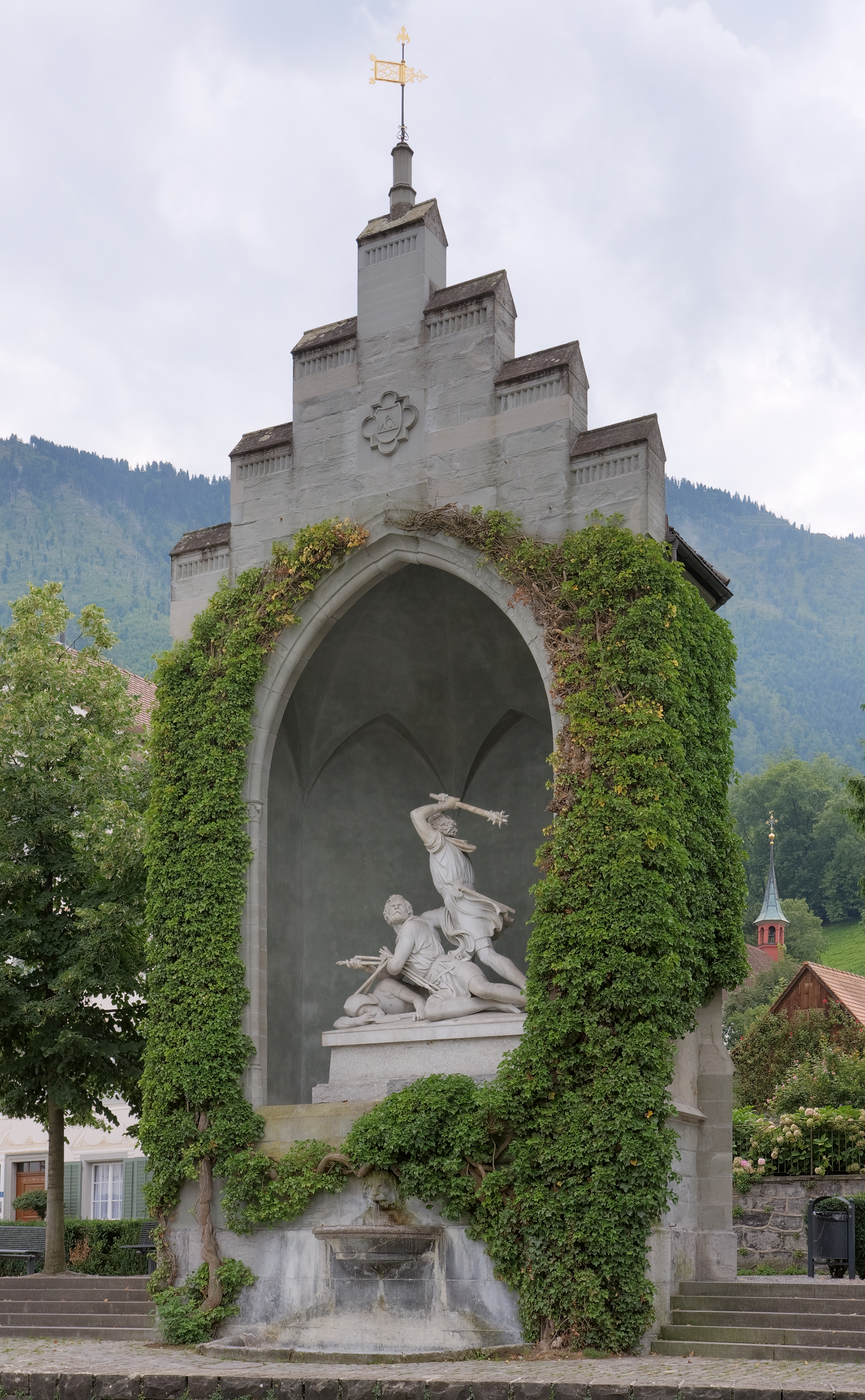
Das Denkmal mit Halle von Ferdinand Stadler

Initiator des Denkmalbaus war Anton Albert Durrer (1793–1865), der anlässlich des Eidgenössischen Feldschiessens von 1853 in Luzern einen entsprechenden Antrag an den Gemeinderat von Stans gerichtet und eine Spendenaktion durchgeführt hatte. Noch im selben Jahr wurde ein erster Wettbewerb zur Gestaltung des Denkmals durchgeführt. Offenbar waren die Resultate unbefriedigend, denn zwei Jahre später, 1855 fand unter der Ägide des Schweizer Kunstvereins ein zweiter Wettbewerb statt. Aus diesem ging der in Rom tätige Basler Bildhauer Ferdinand Schlöth mit seinem Entwurf als Sieger hervor; er führte sein Projekt in Rom leicht überarbeitet in Marmor aus.
Das Denkmal war nun entworfen, allein es fehlte die den Marmor schützende Halle. Hierzu wurde 1857 wiederum ein Wettbewerb ausgeschrieben, welcher zu keinen befriedigenden Resultaten führte. Daher wurde 1858 der Schweizer Architekt Ferdinand Stadler direkt mit der Aufgabe betraut, es sollte aber noch ganze sechs Jahre dauern, bis wichtige Fragen wie der Standort geklärt waren und Stadler den definitiven Auftrag erhielt. Ein Jahr darauf – im September 1865 – wurde das Denkmal in Anwesenheit des Künstlers mit der inzwischen fertiggestellten Halle offiziell eingeweiht. Wie einige der Kirchenbauten Stadlers ist auch die Denkmalhalle im neugotischen Stil gehalten.
Das Winkelrieddenkmal stellt den Versuch dar, einen heroischen Gestus in eine harmonische, klassizistisch geprägte Dreiecksform zu bannen. Dies stellte eine neue Form des Kriegerdenkmals dar, die jedoch ohne Nachfolge blieb. Eine Ausnahme bildet das 1903 aufgestellte Fontana-Denkmal des Schlöth-Schülers Richard Kissling in Chur, das die Dreifigurengruppe des Denkmals in Stans in eine zweifigurige Komposition übersetzt.
Das Winkelrieddenkmal wurde in die Liste der Kulturgüter in Stans aufgenommen. Ein Modell davon befindet sich in der Swissminiatur in Melide.